# Тринидад и Тобаго на Универсиадах
Тринидад и Тобаго принимает участие в Универсиадах начиная с летней Универсиады 1993 года в Буффало. На зимних Универсиадах спортивная делегация Тринидада и Тобаго не участвовала ни разу.
На настоящее время спортсмены Тринидада и Тобаго на всех Универсиадах завоевали в сумме 1 медаль, из них ни одной золотой, медаль завоёвана на летней Универсиаде.

## Медальный зачёт
По состоянию на настоящий момент (после летней Универсиады 2021 и зимней Универсиады 2023).

### Медали на летних Универсиадах
| Универсиады  | Золото               | Серебро              | Бронза               | Всего                | Место                |
| ------------ | -------------------- | -------------------- | -------------------- | -------------------- | -------------------- |
| 1993 Буффало | 0                    | 0                    | 0                    | 0                    | —                    |
| 1995 Фукуока | 0                    | 0                    | 0                    | 0                    | —                    |
| 1997—2011    | не участвовали       | не участвовали       | не участвовали       | не участвовали       | не участвовали       |
| 2013 Казань  | 0                    | 0                    | 0                    | 0                    | —                    |
| 2015 Кванджу | 0                    | 0                    | 0                    | 0                    | —                    |
| 2017 Тайбэй  | 0                    | 0                    | 0                    | 0                    | —                    |
| 2019 Неаполь | 0                    | 1                    | 0                    | 1                    | 53                   |
| 2021 Чэнду   | не участвовали       | не участвовали       | не участвовали       | не участвовали       | не участвовали       |
| 2023         | Универсиада отменена | Универсиада отменена | Универсиада отменена | Универсиада отменена | Универсиада отменена |
| Всего        | 0                    | 1                    | 0                    | 1                    |                      |